# Villeneuve-du-Latou
Villeneuve-du-Latou ist eine französische Gemeinde mit 154 Einwohnern (Stand 1. Januar 2022) im Département Ariège in der Region Okzitanien. Sie gehört zum Kanton Arize-Lèze und zum Arrondissement Saint-Girons. 

## Geographie
Das Gemeindegebiet wird vom Flüsschen Latou durchquert.
Es grenzt im Nordwesten an Saint-Ybars, im Norden an Gaillac-Toulza, im Nordosten an Marliac, im Osten an Durfort, im Süden an Le Fossat und im Westen an Sainte-Suzanne.

## Bevölkerungsentwicklung

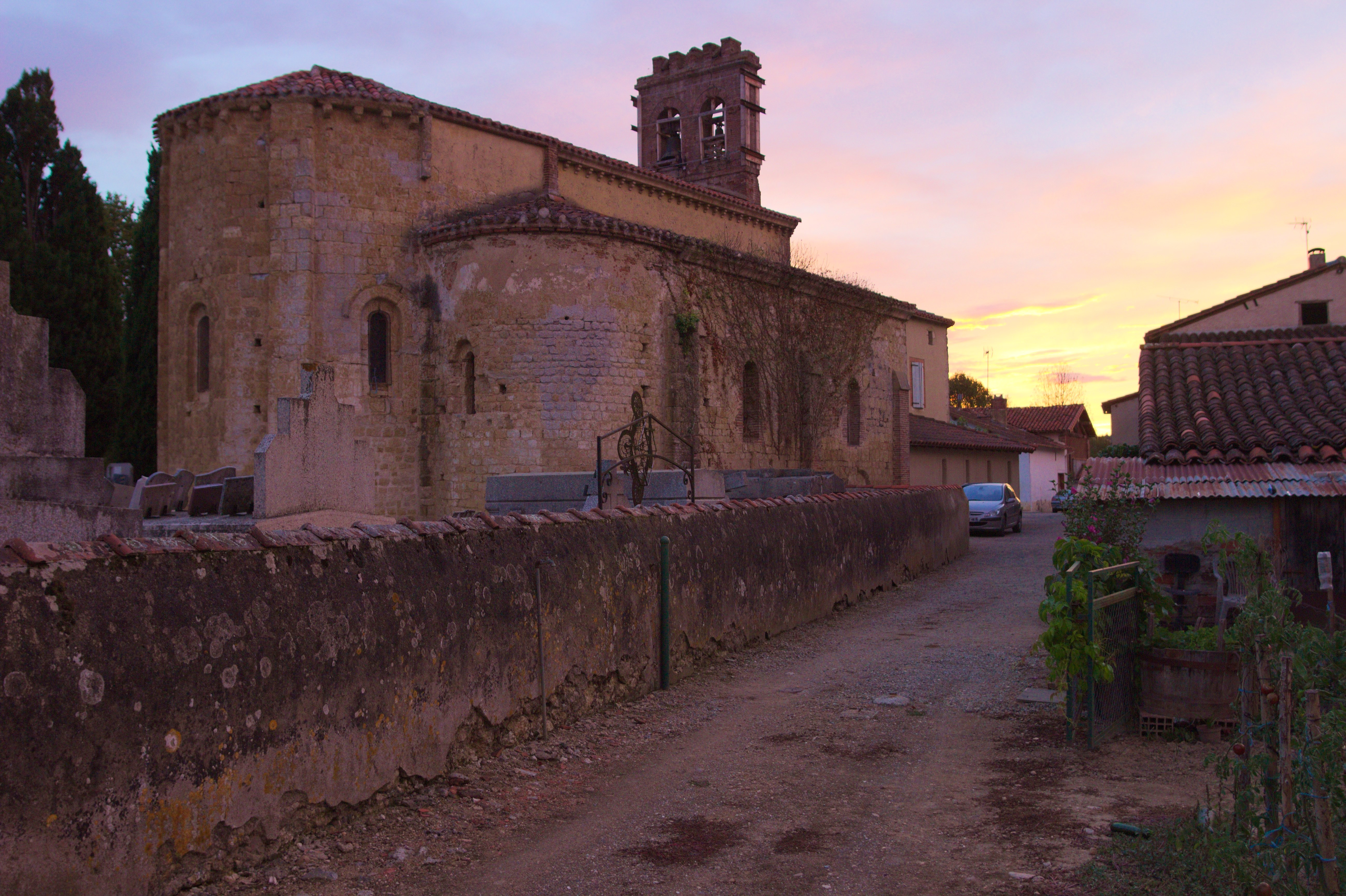
Kirche Saint-Martin, Monument historique seit 1932

| Jahr                       | 1962 | 1968 | 1975 | 1982 | 1990 | 1999 | 2008 | 2016 |
| -------------------------- | ---- | ---- | ---- | ---- | ---- | ---- | ---- | ---- |
| Einwohner                  | 139  | 135  | 103  | 113  | 116  | 112  | 115  | 153  |
| Quellen: Cassini und INSEE |      |      |      |      |      |      |      |      |